# Miroslav Vondřička
Miroslav Vondřička (29 maggio 1933) è un allenatore di pallacanestro ceco, fino al 1992 cecoslovacco.

## Carriera
Ha guidato la Cecoslovacchia ai Giochi olimpici di Barcellona 1992, ai Campionati mondiali del 1990 e a due edizioni dei Campionati europei (1989, 1991).
Ha inoltre allenato la Rep. Ceca ai Campionati europei del 1995.